# Blakea coloradensis
Blakea coloradensis är en tvåhjärtbladig växtart som beskrevs av Frank Almeda. Blakea coloradensis ingår i släktet Blakea och familjen Melastomataceae. Inga underarter finns listade i Catalogue of Life.